# John Boye
John Boye (Acra, Ghana, 23 de abril de 1987) es un exfutbolista ghanés que juega de defensa y su actual equipo es el Football Club de Metz de la Ligue 1.

## Selección nacional
Es internacional con la selección de fútbol de Ghana.
El 12 de mayo de 2014 el entrenador de la selección de Ghana, Akwasi Appiah, incluyó a Boye en la lista preliminar de 26 jugadores preseleccionados para la Copa Mundial de Fútbol de 2014. Semanas después, el 1 de junio, fue ratificado en la lista final de 23 jugadores que viajarán a Brasil.

### Participaciones en Copas del Mundo
| Mundial                        | Sede   | Resultado      |
| ------------------------------ | ------ | -------------- |
| Copa Mundial de Fútbol de 2014 | Brasil | Fase de grupos |

## Clubes
| Club                | País    | Año       |
| ------------------- | ------- | --------- |
| Heart of Lions      | Ghana   | 2007-2008 |
| Stade Rennes F. C.  | Francia | 2008-2014 |
| Kayseri Erciyesspor | Turquía | 2014-2015 |
| Sivasspor           | Turquía | 2015-2018 |
| F. C. Metz          | Francia | 2018-     |